# Права животиња
Права животиња су филозофија према којој многе или све живе животиње имају моралну вредност независно од њихове корисности за људе, као и да се њиховим најосновнијим интересима — као што је избегавање патње — треба приуштити исто разматрање као и слични интереси људских бића. Уопштено говорећи, а посебно у популарном дискурсу, термин „права животиња” се често користи као синоним за „заштиту животиња” или „ослобођење животиња”. Уже речено, „права животиња” се односе на идеју да многе животиње имају основна права да се према њима поступа с поштовањем као према појединцима — право на живот и слободу од мучења која не могу бити превладана разматрањем укупног благостања.
Многи заговорници права животиња противе се додељивању моралне вредности и фундаменталне заштите само на основу припадности врсти. Они сматрају ову идеју, познату као специзам, предрасудом једнако ирационалном као и свака друга. Тврде да животиње не треба посматрати као власништво или користити као храну, одећу, забаву или рад само зато што нису људи. Више културних традиција широм света као што су џаинизам, таоизам, хиндуизам, будизам, шинтоизам и анимизам такође подржавају облике животињских права.